# Bione
Bione (lombardul: Biù) település Olaszországban, Lombardia régióban, Brescia megyében. Lakosainak száma 1302 fő (2023. január 1.). Bione Agnosine, Casto, Lumezzane, Preseglie és Vestone községekkel határos.

## Népesség
A település népessége az elmúlt években az alábbi módon változott:
| Lakosok száma | 1370 | 1360 | 1302 |
|               | 2017 | 2018 | 2023 |